# Letgallen (modern volk)
De Letgallen (Letgaals: latgalīši, Lets: latgalieši) zijn een Letse etnografische groep die in de regio Letgallen van Letland woont. Ze delen een gemeenschappelijke cultuur die hen onderscheidt van andere Letten.
De Letgallen spreken Letgaals, een taal die binnen Letland wordt gezien als een dialect van het Lets. De benaming kan slaan op alle inwoners van Letgallen, de Lets (waaronder Letgaals) sprekende inwoners van Letgallen of alleen op de Letgaals sprekende inwoners van Letgallen.
De Letgallen verschillen in religieus opzicht van de andere volken in de overige historische regio's van Letland: doordat de reformatie er nooit heeft plaatsgevonden is het nog steeds katholiek.

## Naamgeving
De Letten noemen het huidige volk "latgalīši", "Letgalliërs", waarmee men onderscheid wil maken met de vroeg-historische latgaļi. Sommige Letgallen, vooral Letgaalse nationalisten en leden van de afscheidingsbeweging, gebruiken deze laatste benaming echter ook voor zichzelf om zich te onderscheiden als nationale of culturele etnische groep. Hiernaast bestaat de benaming čangaļi (afgeleid van een roman), waarmee de Letgallen zich onderscheiden van de Letten, die zij "čiuļi" noemen.
De naam "latgalieši" stamt uit het begin van de 20e eeuw. Voordien werd het volk lange tijd aangeduid als "Vitebsk-Letten" (Letgaals: vitebskīši, naar het gouvernement Vitebsk) of "Inflanten" (Letgaals: inflantīši, oorspronkelijk een Poolse verbastering van "Lijflanders": Liflant, Niflant, Inflant). Omgekeerd is de naam "Letten" (Latviesi) afgeleid van de westelijke Latgaļi, die in Zweeds Lijfland woonden en op wier taal het moderne Lets gebaseerd is.

## Geschiedenis

### Poolse tijd

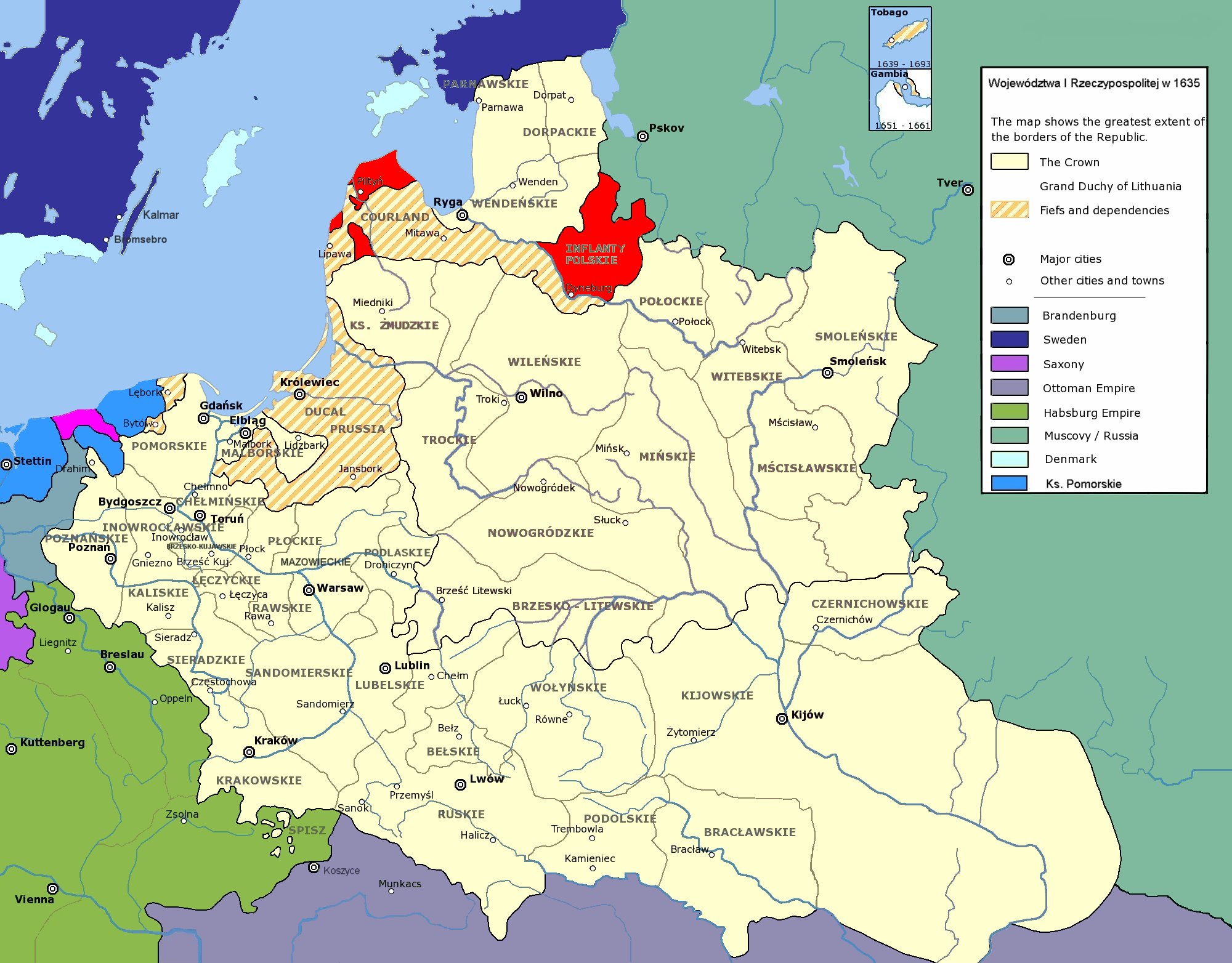
Pools woiwodschap Lijfland (Rood)

Na de opheffing van de Lijflandse Confederatie werd het gebied van het huidige Letgallen in 1566 deel van het Poolse hertogdom Lijfland. Bij het verdrag van Oliva in 1620 viel de regio Letgallen niet toe aan Zweden, maar bleef onder Pools opperleenheerschap staan als het woiwodschap Lijfland. Gedurende deze periode ontwikkelde het Letgaals zich onafhankelijk van het Lets en werd beïnvloed door het Pools.

### Russische tijd
Bij de eerste Poolse Deling in 1772 werd Letgallen geannexerd door het keizerrijk Rusland en bij het gouvernement Smolensk gevoegd. In 1831 werd het heringedeeld bij het gouvernement Vitebsk en begon een periode van Russificatie, waarbij het Letgaals werd verboden. Dit verbod werd echter weer opgeheven in 1904, waarna een opleving ontstond van de cultuur van de Letgallen. Onder invloed van het Letse nationalisme kwam de naam Letgallen (latgale) weer in gebruik, zij het nu alleen voor het oostelijk deel van het historisch Letgaalse gebied.

### Republiek Letland
In 1917 pleitten veel Letgaalse politici voor een hereniging met de rest van het onafhankelijke Letland tijdens het congres van Rezekne, waarna in 1920 Letgallen uiteindelijk bij de nieuwe staat Letland kwam.
Letgallen was in de onafhankelijksperiode (1920-1940) de enige regio in Letland met sterke regionale politieke partijen. De Letse overheid probeerde in die tijd vooral een gezamenlijke Letse cultuur te ontwikkelen, wat nog werd versterkt na de staatsgreep door Kārlis Ulmanis in 1934. Toch mocht de Letgaalse taal ook worden gebruikt. Er werden in die tijd boeken gepubliceerd in het Letgaals, er werd les in gegeven op sommige scholen en burgers konden voor het Letgaals kiezen bij de communicatie met de Letse overheid.

### Sovjet-tijd
Toen de Sovjet-Unie Letland weer binnenviel in 1940, verloor Letgallen de oostelijke gemeentes van het district Abrene (Pietālava). Dit gebied maakt nog steeds deel uit van Rusland, wat na de toetreding van Letland tot de Europese Unie officieel werd erkend.
De Sovjetperiode was rampzalig voor het Letgaals; publicatie in het Letgaals was verboden en het Lets en Russisch waren de enige erkende talen. Letgallen publiceerden hun boeken en periodieken daarom buiten de Sovjet-Unie. Tijdens de Derde Nationale Ontwaking eind jaren 80 werden in Letland weer geschriften gepubliceerd in het Letgaals, maar nog steeds zijn publicaties zeldzaam.

## Heden
De Letgaalse taal wordt vooral thuis gebruikt in rurale gebieden, terwijl het Lets vooral wordt gebruikt in de steden en in het officiële taalgebruik. Het Letgaals wordt enigszins beschermd door de Letse taalwet van 2000, waarin staat:
...de staat garandeert het behoud, bescherming en ontwikkeling van het geschreven Letgaals als een historische voorloper van de Letse taal.
Sommige Letgallen beschouwen zichzelf als een aparte etnische groep, maar de dominante gedachte is echter tegenwoordig dat de Letgallen een subgroep vormen van de Letten. Het is niet bekend hoeveel mensen zichzelf als een afzonderlijke groep van de Letten beschouwen omdat de Letse overheid in volkstellingen de Letgallen niet als aparte groep identificeert.
De Letgallen zijn in Letland een geliefd onderwerp voor moppen, zoals de Belgen in Nederland of de Hollanders in Vlaanderen.